# Вторая Санкт-Петербургская гимназия
Вторая Санкт-Петербургская гимназия — старейшая государственная гимназия Санкт-Петербурга. Основана 7 сентября 1805 году по указу Императора Александра I. Находится в Адмиралтейском районе Санкт-Петербурга. Здание гимназии по адресу Казанская улица, д. 27 / переулок Гривцова, д. 12, является памятником архитектуры, объектом культурного наследия России регионального значения. Возвращение исторического имени «Вторая Санкт-Петербургская Гимназия»: 1991 год (решение Исполнительного Комитета Ленинградского городского Совета народных депутатов от 04.02. 1991 г. № 97).

## История

### Период Российской империи
Санкт-Петербургская губернская гимназия (в составе четырёх классов), уездное (два класса) и приходское (один класс) училища при нём на углу Большой Мещанской улицы и Демидова переулка были открыты 7 сентября 1805 года. Правительственное распоряжение об учреждении гимназии появилось ещё в конце 1803 года. Спустя год, 5 ноября 1804 года был принят «Устав учебных заведений, подведомых Университетам». Одновременно, при гимназии был устроен пансион на 120 воспитанников — 50 первых пансионеров составили ученики закрытой в том же году гимназии при академии наук. Занятия начались 9 сентября 1805 года; в день открытия гимназии явилось 96 учеников, а в ноябре эта цифра утроилась, в основном, за счёт низших негимназических классов.
В 1817 году гимназии были даны некоторые преимущества: аттестаты, выданные гимназией, имели равную силу с университетскими при производстве в высшие чины, а ученики, окончившие курс учения с отличием, утверждались в XIV классе. В связи с этим гимназические классы стали быстро пополняться учащимися.
В 1822 году гимназия была переименована в Высшее училище, сохранив тех же учеников и оставшись в прежнем помещении. 
Гимназия расположена в историческом здании, построенном по проекту архитектора Л. П. Шишко. Это здесь в 1828 году прошло первое в России заседание педагогического совета и первая предметная олимпиада школьников в 1840. К преподаванию в гимназии были привлечены ученые, профессора Петербургского, Венского, Берлинского, Геттингенского и Кенигсберского университетов. В 1905 году Гимназии присвоено имя Императора Александра I. 4 февраля 1991 года Гимназии возвращено её историческое имя — Вторая Санкт-Петербургская Гимназия.
В 1830 году Высшее училище получило наименование Вторая Санкт-Петербургская гимназия.
В 1838 году из 348 учеников гимназии на 4 высших класса приходилось только 90 человек, что было характерно для всех четырёх петербургских гимназий и привело к открытию 5-й гимназии.
- 1883 год — 11 июня состоялась церемония закладки гимназической церкви; 24 ноября был торжественно освящён гимназический храм в честь Рождества Пресвятой Богородицы, просуществовавший до советского времени.
- 1905 год — 7 сентября, в честь 100-летнего юбилея, гимназии присвоено имя Императора Александра I, в царствование которого она была учреждена.
- 1917 год — после переименования Санкт-Петербурга в Петроград гимназия стала называться Петроградской Второй гимназией.

### После 1917 года
- 1918 год — Вторая Гимназия переименована в 1-ю Единую Трудовую школу Казанского района.
- 1920 год — 1-я Единая Трудовая школа Казанского района стала называться 17-й Советской Единой Трудовой школой. В школе стали обучаться не только мальчики, но и девочки.
- 1923 год — 17-я Советская Единая Трудовая школа переименована в 37-ю Советскую Единую Трудовую школу.
- 1933 год — 37-я Советская Единая Трудовая школа получила статус Первой образцовой школы Октябрьского района.
- 1941—1945 годы — во время Великой Отечественной войны в здании гимназии размещался госпиталь. Сама школа была переведена в помещение школы № 239. После окончания войны школа вернулась на улицу Плеханова и была переименована в 232-ю Среднюю Мужскую школу Октябрьского района.
- 1962 год — 1 сентября по решению исполнительного комитета Октябрьского района школа стала называться Средней школой № 232 с углубленным изучением английского языка.
- 1978 год — 23 февраля начал действовать школьный музей боевой славы 24-й Самаро-Ульяновской Железной дивизии.
- 1990 год — с 1 сентября школа переименована в школу-гимназию № 232 Октябрьского района Ленинграда.
- 1991 год —1 февраля гимназии возвращено историческое имя «Вторая Санкт-Петербургская Гимназия».
- 2005 год — 5 сентября состоялись Первые гимназические Олимпийские игры; 6 сентября в честь 200-летнего юбилея был открыт бюст основателя Гимназии Императора Александра I на главной лестнице.

## Педагогический коллектив

### Директора гимназии
- 1805—1807: действительный статский советник Иван Иванович Ростовцев
- 1807—1810: барон Иван Богданович Дольст
- 1810—1811: Фёдор Энгельбах
- 1811—1822: Иван Осипович Тимковский
- 1822—1827: Берловский
- 1827—1829: полковник Корпуса инженеров путей сообщения Пётр Бенард
- 1829—1836: Павел Алексеевич Шипилов
- 1837—1856: Александр Филиппович Постельс
- 1860—1865?: Александр Никитич Тихомандрицкий
- 21.01.1868 — 1874: коллежский советник Константин Афанасьевич Скворцов (ум. 24.10.1885)
- 1874—1898: Капитон Иванович Смирнов
- 1898—1906: Алексей Иванович Давиденков
- 01.08.1906—1917: Николай Михайлович Дюков
- 1918—1924: Александр Дмитриевич Александров
- 1933—1935: Тимофей Григорьевич Савранский
- 1947—1951: Михаил Григорьевич Меняев
- 1962—1965: Антонина Ивановна Бойцова
- 1965—1973: Нелли Владимировна Заварина
- 1974 - 18.01.1984: Лидия Васильевна Жуковская
- 1987 — н.в.: Людмила Маратовна Мардер

### Преподаватели
См. также: Преподаватели Второй Санкт-Петербургской гимназии
В Санкт-Петербургской губернской гимназии преподавали Ф. Ф. Гедике, Н. И. Бутырский, Ф. И. Миддендорф, Белен-де-Баллю, Пальмин, Рёдер. Когда гимназия была переименована в Высшее училище в ней начал работать Т. О. Рогов. Во 2-й гимназии в числе преподавателей математики известность получили Ф. Ф. Эвальд, Ф. Я. Капустин, Б. А. Тенишев и П. Н. Гензель; русскую словесность преподавали будущий автор «Исторической записки 75-летия С.-Петербургской второй гимназии» А. В. Курганович, а также А. О. Круглый; в течение года, перед своей смертью, здесь преподавал рисование А. А. Наумов; четыре года латинский язык преподавал П. И. Прозоров; естественную историю преподавал Н. Н. Страхов; законоучителем в течение 30 лет был Д. А. Тихомиров; в течение 25 лет работал в гимназии А. Д. Щепинский — учителем древних языков, классным наставником, библиотекарем и инспектором.

## Выпускники
См.  Выпускники Второй Санкт-Петербургской гимназии
Здесь учились А.М. Горчаков, В.Н. Коковцев, А.Ф. Кони, А.Н. Бенуа, отец и сын Е.А. и Н.Е. Лансере, Л.Н. Майков, Н.Н. Страхов, И.Ф. Стравинский, Е.А. Мравинский, Н.Н. Миклухо-Маклай, А.А. Иностранцев, А.А. Фридман, Ю.А. Филипченко.